# Alypia conjuncta
Alypia conjuncta är en fjärilsart som beskrevs av H.Edw. 1883. Alypia conjuncta ingår i släktet Alypia och familjen nattflyn. Inga underarter finns listade i Catalogue of Life.